# LWP Eg 1–4
Die LWP Eg 1–4 waren Gleichstromlokomotiven der Elektrischen Lokalbahn Wien-Landesgrenze nächst Hainburg (LWP).

## Geschichte
Die LWP beschaffte für ihre mit Gleichstrom betriebene Wiener Stadtstrecke der Pressburger Bahn 1913 vier zweiachsige Lokomotiven mit der Bezeichnung Eg 1–4.
Die BBÖ übernahmen die Maschinen bei der Verstaatlichung der Pressburger Bahn 1921 als 1085.01–04. Nach 1938 zeichnete die Deutsche Reichsbahn die Loks in E171 01–04 um. Obwohl der mit Gleichstrom betriebene Abschnitt der Pressburger Bahn nach dem Zweiten Weltkrieg nicht mehr in Betrieb genommen wurde, wurden die Lokomotiven von den Österreichischen Bundesbahnen als 1985.01–04 in den Bestand eingereiht. ÖBB 1985.03 wurde von 13. August 1947 bis 23. März 1955 an die Stern & Hafferl Verkehrsgesellschaft vermietet, wo sie als E 20.006 bezeichnet wurde. Alle Lokomotiven wurden bis 1961 ausgemustert. Die Maschine 1985.02 wurde verkauft und in Stadlau als Werkslokomotive eingesetzt. Im Jahre 1972 wurde sie vom österreichischen Eisenbahnmuseum erworben. Heute ist die Maschine als betriebsfähige Museumslokomotive im Eisenbahnmuseum Schwechat stationiert und wurde zeitweise vor Nostalgiezügen auf der Lokalbahn Wien–Baden eingesetzt.

## Konstruktion
Die Maschinen hatten mittig angeordnete Führerstände, die den Stromabnehmer trugen. Statt Ballastgewichte wurden in die beiden niedrigen Vorbauten Akkumulatoren eingebaut, die auch den Verschub im Systemwechselbahnhof Groß Schwechat ermöglichten. Ihre Kapazität reichte für einen Tag aus. Die Maschinen waren mit Holz verkleidet; das Führerhaus war weiß, die Seitenteile braun gestrichen.